# BVG TF 12/25
Die Triebwagen 6 bis 9 der Straßenbahn der Gemeinde Steglitz wurden 1912 in Betrieb genommen. Nachdem sie 1925 einen grundlegenden Umbau erhielten, wurden sie ab 1934 gemäß dem Typenschlüssel der Berliner Verkehrsbetriebe als Typ TF 12/25 geführt.

## Entwicklung
Die Wagen wurden 1912 für die Verlängerung der Straßenbahn vom Bahnhof Steglitz zum Teltowkanal bei der Gottfried Lindner AG in Ammendorf beschafft. Im Gegensatz zu ihren Vorgängern verfügten diese Wagen bereits über geschlossene Einstiegsbereiche. Die Stromentnahme erfolgte wie zunächst in Steglitz üblich über Lyrabügel.
1921 erhielten die Wagen mit dem Übergang zur Berliner Straßenbahn Rollenstromabnehmer und die neuen Wagennummern 4311–4314. 1925 erhielten sie die Berliner Einheitsplattformen.
Nach dem Zweiten Weltkrieg verblieben die vier Triebwagen bei der BVG-West und wurden um 1950 aus dem Fahrgastbetrieb entnommen. Die Triebwagen 4311 und 4313 wurden daraufhin als Arbeitstriebwagen A290 und A41 bis etwa 1960 weiter verwendet und anschließend ausgemustert.